# Heterochondria atypica
Heterochondria atypica is een eenoogkreeftjessoort uit de familie van de Chondracanthidae. De wetenschappelijke naam van de soort is voor het eerst geldig gepubliceerd in 1972 door Ho.